# Jugoslávská mužská házenkářská reprezentace
Jugoslávská házenkářská reprezentace mužů reprezentovala Jugoslávii na mezinárodních házenkářských akcích, jako je mistrovství světa nebo mistrovství Evropy.

## Mistrovství světa
| Rok/pořádající země | Účast                            |
| ------------------- | -------------------------------- |
| MS 1938 Německo     | Bez účasti                       |
| MS 1954 Švýcarsko   | Bez účasti                       |
| MS 1958 NDR         | 8. místo                         |
| MS 1961 SRN         | 9. místo                         |
| MS 1964 ČSSR        | 6. místo                         |
| MS 1967 Švédsko     | 7. místo                         |
| MS 1970 Francie     | Bronzová medaile                 |
| MS 1974 NDR         | Bronzová medaile                 |
| MS 1978 Dánsko      | 5. místo                         |
| MS 1982 SRN         | Stříbrná medaile                 |
| MS 1986 Švýcarsko   | Zlatá medaile                    |
| MS 1990 ČSFR        | 4. místo                         |
| MS 1993 Švédsko     | Bez účasti                       |
| MS 1995 Island      | Bez účasti                       |
| MS 1997 Japonsko    | 9. místo                         |
| MS 1999 Egypt       | Bronzová medaile                 |
| MS 2001 Francie     | Bronzová medaile                 |
| MS 2003 Portugalsko | 8. místo                         |
| Celkem              | Účast – 14× · – 1× · – 1× · – 4× |

## Mistrovství Evropy
| Rok/pořádající země | Účast                           |
| ------------------- | ------------------------------- |
| ME 1994 Portugalsko | Bez účasti                      |
| ME 1996 Španělsko   | Bronzová medaile                |
| ME 1998 Itálie      | 5. místo                        |
| ME 2000 Chorvatsko  | Bez účasti                      |
| ME 2002 Švédsko     | 10. místo                       |
| Celkem              | Účast – 3× · – 0× · – 0× · – 1× |

## Olympijské hry
| Rok/pořádající země  | Účast                           |
| -------------------- | ------------------------------- |
| LOH 1936 Berlín      | Bez účasti                      |
| LOH 1972 Mnichov     | Zlatá medaile                   |
| LOH 1976 Montreal    | 5. místo                        |
| LOH 1980 Moskva      | 6. místo                        |
| LOH 1984 Los Angeles | Zlatá medaile                   |
| LOH 1988 Soul        | Bronzová medaile                |
| LOH 1992 Barcelona   | Bez účasti                      |
| LOH 1996 Atlanta     | Bez účasti                      |
| LOH 2000 Sydney      | 4. místo                        |
| Celkem               | Účast – 6× · – 2× · – 0× · – 1× |